# Ada Yonath
Ada E. Yonath (en hebreu: עדה יונת; Jerusalem, 22 de juny de 1939) és una cristal·lògrafa israeliana ben coneguda per la seva recerca pionera de l'estructura del ribosoma. L'any 2009 va rebre el Premi Nobel de Química junt amb Venkatraman Ramakrishnan i Thomas A. Steitz pels seus estudis sobre l'estructura i funció dels ribosomes.

## Biografia
Yonath (el seu cognom de soltera és Lifshitz) nasqué al barri Geula de Jerusalem. Els seus pares eren jueus sionistes que emigraren a Palestina des de Polònia l'any 1933. El seu paré era un rabí dins una família rabínica, però la família era pobra encara que procuraren una bona educació per Ada qui digué que, des de jove, estava inspirada en part per Marie Curie. El 1968 es va doctorar en cristal·lografia de raigs X al Weizmann Institute of Science.
Ada és cosina de l'activista antiocupació de Palestina Dr Ruchama Marton.
Ella mateixa és partidaria de l'alliberament incondicional de tots els presoners de l'organització Hamas.
Yonath se centrà a estudiar el mecanisme subjacent de la síntesi de proteïnes per cristal·lografia ribosomàtica.
A més,Yonath elucidà els modes d'acció d'uns vint antibiòtics diferents que accionen els ribosomes i el seu valor terapèutic.
Introduí una nova tècnica, la criobiocristal·lografia, que actualment es fa servir molt en biologia estructural.

## Premis
Yonath és membre de la United States National Academy of Sciences; l'American Academy of Arts and Sciences; l'Acadèmia israeliana de ciències i humanitats; l'European Academy of Sciences and Art i l'European Molecular Biology Organization.
Obtingué:
- El primer Premi Europeu de Cristal·lografia (2002);
- Premi Israel, de química;[1][11]
- El 2006, el Premi Wolf Prize de Química (junt amb George Feher) "pels descobriments en l'estructura dels ribosomes i el seu paper en enllaços pèptids i la fotosíntesi";[12]
- El 2007, el Paul Ehrlich and Ludwig Darmstaedter Prize;
- El 2008, El Premi L'Oreal UNESCO per les dones científiques (L'Oréal-UNESCO Awards for Women in Science) per la seva identificació de nous bacterisresistens als antibiòtics;
- El 2009, el Premi Nobel de Química compartit amb Thomas Steitz i Venkatraman Ramakrishnan).[13] Va ser la primera dona israeliana a tenir un Premi Nobel;[14]
- Altres premis són el Harvey Prize, el Kilby Prize, el Paul Karrer i diverses medalles d'or.